# Arthur Cohn
Arthur Cohn (Basileia, 4 de fevereiro de 1927) é um produtor cinematográfico suíço.
Foi produtor de seis filmes em sequencia de Vittorio de Sica. Seis de seus filmes foram premiados com o Oscar de melhor filme estrangeiro: Il giardino dei Finzi-Contini em 1970, Noirs et blancs en couleur de Jean-Jacques Annaud em 1976 e La diagonale du fou em 1984. 
Foi premiado três vezes com o Oscar de melhor documentário: Le ciel et la boue em 1962, American Dream de 1991 e One Day in September em 2000.
Produziu também dois filmes de cineastas brasileiros: Central do Brasil em 1998 e Abril Despedaçado em 2001.